# Special Olympics Thailand
Special Olympics Thailand ist ein Verband von Special Olympics International mit Sitz in Bangkok. Ziel des Verbandes ist es, geistig beeinträchtigten Kindern und Erwachsenen das ganze Jahr über verschiedene olympische Sportarten anzubieten, um ihnen dabei zu helfen, gesundheitlich fit zu bleiben, Freundschaft mit anderen Athleten zu schließen und ihre Integration zu fördern. Außerdem betreut der Verband die thailändische Special Olympics Delegation bei internationalen Wettbewerben.

## Geschichte
Special Olympics Thailand wurde 1987 in Form eines Komitees gegründet. Im selben Jahr wurden zum ersten Mal vier Athleten zu World Summer Games geschickt. Das Komitee unterstand anfangs der Schirmherrschaft der Königin von Thailand. 1991 wurde der Verband als Special Olympics Thailand bei der Sportbehörde von Thailand registriert.
2015 hatte Special Olympics Thailand 18.563 registrierte Athletinnen und Athleten, sowie 1438 Coaches. Heutiger Präsident des Verbandes ist Dr. Naris Chaiyasoot.
2018 erhielt der Verband für die Vorbereitung auf die Weltspiele in Abu Dhabi finanzielle Unterstützung der Krungsi-Bank und im Jahre darauf von dem thailändischen Unternehmen Osotspa, das sich damit an den Kosten für die Teilnahme Thailands an den Weltspielen beteiligte. Allgemein stützt sich der Verband auf die Arbeit von Freiwilligen und die finanzielle Hilfe von Sponsoren.

## Aktivitäten
Special Olympics Thailand bietet folgende Sportarten an: Boccia, Badminton, Basketball, Cricket, Fußball, Leichtathletik, Schwimmen, Tanz und Tischtennis.
Der Verband nimmt an drei Programmen von Special Olympics International teil: Athlete Leadership, Motor Activities Program und Young Ahtletes (Stand 2015).

### Teilnahme an vergangenen Weltspielen
- 1987 Special Olympics World Summer Games, South Bend, USA (4 Athleten)
- 1991 Special Olympics World Summer Games, Minneapolis, USA
- 1995 Special Olympics World Summer Games, New Haven, USA
- 1999 Special Olympics World Summer Games, Raleigh/Durham/Chapel Hill, USA
- 2003 Special Olympics World Summer Games, Dublin/Belfast, Irland
- 2007 Special Olympics World Summer Games, Shanghai, China
- 2011 Special Olympics World Summer Games, Athen (32 Athletinnen und Athleten)
- 2013 Special Olympics World Winter Games, PyeongChang, Südkorea (2 Athleten auf besondere Einladung und mit finanzieller Unterstützung von Special Olympics Korea[5])
- 2015 Special Olympics World Summer Games, Los Angeles, USA
- 2019 Special Olympics, World Summer Games, Abu Dhabi (46 Athletinnen und Athleten)[6]

### Teilnahme an den Special Olympics World Summer Games 2023 in Berlin
Special Olympics Thailand nahm an den Special Olympics World Summer Games 2023 in Berlin und an dem Host Town Program teil. Innerhalb dieses Programms wurde die thailändische Delegation vor den Spielen von Garmisch-Partenkirchen betreut. Sie bestand aus 27 Athleten sowie 26 Betreuern und Trainern. Das Team gewann bei diesen Weltspielen zehn Gold-, elf Silber- und  fünf Bronzemedaillen.